# Théorème de Terquem
Le théorème de Terquem est un théorème de géométrie du triangle dû à Olry Terquem.

## Définitions préalables

### Cévienne
On appelle cévienne une droite d'un triangle issue d'un sommet et sécante avec le côté opposé. Par exemple, les hauteurs, médianes, bissectrices d'un triangle sont des céviennes.

### Triangle cévien
Soit ABC un triangle et un point I distinct des sommets. Les céviennes (AI), (BI) et (CI) coupent - en général - les côtés opposés du triangle en trois points A’, B’ et C’.
Le triangle A’B’C’, qui joint les pieds des trois céviennes (AA’), (BB’) et (CC’) concourantes en I, est le triangle cévien du point I par rapport au triangle ABC. Son cercle circonscrit est appelé cercle cévien de I par rapport au triangle ABC.
Le triangle cévien correspondant aux hauteurs est le triangle orthique, celui correspondant aux médianes est le triangle médian. Le cercle d'Euler est le cercle cévien de l'orthocentre et du centre de gravité.

## Théorème de Terquem
Soit ABC un triangle, et trois céviennes du triangle concourantes en un point P. Le cercle pédal de P, passant par les pieds de ces céviennes (E, F et G), détermine trois autres points sur les côtés du triangle (H, I et J). Ces trois autres points sont également les pieds de céviennes concourantes en un point Q, appelé conjugué cyclocévien de P. Les six points d'intersection du triangle et du cercle pédal sont appelés points de Terquem.

## Cas particuliers

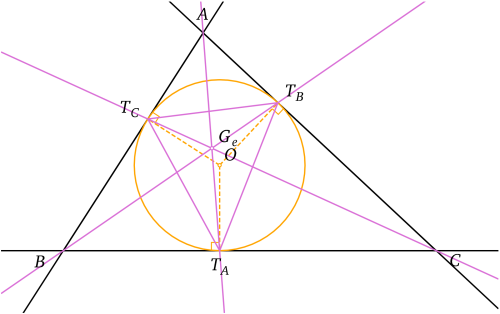
Le cerclé cévien de G_{e}, le point de Gergonne du triangle ABC, est le cercle inscrit à ABC.

- Le point de Gergonne du triangle est son propre conjugué cyclocévien ; le cercle de contact est le cercle inscrit au triangle.
- Le conjugué cyclocévien du centre de gravité (point de concours des médianes) est l'orthocentre (point de concours des hauteurs), et réciproquement. Le cercle cévien est alors le cercle d'Euler du triangle.